# Argentina i olympiska sommarspelen 1908
Argentina deltog med en deltagare vid de olympiska sommarspelen 1908 i London. Landets deltagare erövrade ingen medalj.

## Konståkning
- Horatio Torromé